# Born to Be Bad (1950)
Born to Be Bad is een Amerikaanse film noir uit 1950 onder regie van Nicholas Ray. De film werd destijds uitgebracht onder de titel Een slechte vrouw.

## Verhaal
Christabel Caine  kaapt de rijke zakenman Curtis Carey weg van zijn vrouw. Intussen heeft ze ook een relatie met de schrijver Nick Bradley. Hij weet waar ze mee bezig is, maar hij is toch verliefd op haar.

## Rolverdeling
| Acteur           | Personage              |
| ---------------- | ---------------------- |
| Joan Fontaine    | Christabel Caine Carey |
| Robert Ryan      | Nick Bradley           |
| Zachary Scott    | Curtis Carey           |
| Joan Leslie      | Donna Foster           |
| Mel Ferrer       | Gabriel Broome         |
| Harold Vermilyea | John Caine             |
| Virginia Farmer  | Tante Clara Caine      |
| Kathleen Howard  | Mevrouw Bolton         |
| Dick Ryan        | Arthur                 |
| Bess Flowers     | Mevrouw Worthington    |
| Joy Hallward     | Mevrouw Porter         |
| Hazel Boyne      | Lid van het comité     |
| Irving Bacon     | Juwelenverkoper        |